# Gastrotheca phelloderma
Gastrotheca phelloderma es una especie de anfibio anuro de la familia Hemiphractidae.

## Distribución geográfica
Esta especie es endémica de la región de San Martín del Perú. Se encuentra en la provincia de Mariscal Cáceres a 3.400 m sobre el nivel del mar en el parque nacional Río Abiseo en la Pampa de Cuy.

## Descripción
Los machos miden hasta 43 mm y las hembras miden hasta 57 mm.

## Publicación original
- Lehr & Catenazzi, 2011: A new species of marsupial frog (Anura: Hemiphractidae: Gastrotheca) from the Río Abiseo National Park in Peru. Herpetologica, vol. 67, n.º 4, p. 449-459.[4]